# Coniopteryx hastata
Coniopteryx hastata är en insektsart som beskrevs av Meinander 1998. Coniopteryx hastata ingår i släktet Coniopteryx och familjen vaxsländor. Inga underarter finns listade i Catalogue of Life.